# Nuevo Volcán Chichonal
Nuevo Volcán Chichonal es una localidad del estado mexicano de Chiapas. Es parte del municipio de Juárez.

## Demografía
| Gráfica de evolución demográfica |
|                                  |

| Censo | Población |
| ----- | --------- |
| 1990  | 677       |
| 2000  | 976       |
| 2010  | 1 162     |
| 2020  | 1 320     |